# Сенак ет Сен Жилијен
Сенак ет Сен Жилијен (фр. Cénac-et-Saint-Julien) насеље је и општина у југозападној Француској у региону Аквитанија, у департману Дордоња која припада префектури Сарла ла Канеда.
По подацима из 2011. године у општини је живело 1194 становника, а густина насељености је износила 60,09 становника/km². Општина се простире на површини од 19,87 km². Налази се на средњој надморској висини од 70 метара (максималној 252 m, а минималној 60 m).

## Демографија
| 1962. | 1968. | 1975. | 1982. | 1990. | 1999. | 2011. |
| ----- | ----- | ----- | ----- | ----- | ----- | ----- |
| 790   | 811   | 825   | 900   | 993   | 1.068 | 1.194 |

График промене броја становника у току последњих година